# Tatoft
Tatoft  (in arabo تطفت‎?) è un centro abitato e comune rurale del Marocco situato nella provincia di Larache, regione di Tangeri-Tetouan-Al Hoceima. Conta una popolazione di 9 527 abitanti (censimento 2014).